# Schauinsland-Reisen-Arena
MSV-Arena, tidigare Wedaustadion, är en idrottsarena i Duisburg, Tyskland. Den är hemmaplan för fotbollslaget MSV Duisburg.